# Општина Крањска Гора
Општина Крањска Гора (словен. Občina Kranjska Gora) једна је од општина Горењске регије у држави Словенији. Сједиште општине је истоимени градић.
Општина је међународно позната по дугој традицији зимских спортова и зимског туризма.

## Становништво
Општина Крањска Гора је ретко насељена.

## Насеља општине
| - Белца - Гозд Мартуљек - Довје - Згорња Радовна - Крањска Гора | - Лог - Мојстрана - Подкорен - Ратече - Средњи Врх |